# .an
.an va ser el domini territorial de primer nivell (ccTLD) de les antigues Antilles Neerlandeses. El registre An Domreg l'administrava la Universitat de les Antilles Neerlandeses.
Amb l'abolició de les Antilles Neerlandeses com a entitat política del 10 d'octubre de 2010, el domini va passar a fase de dissolució. El novembre de 2010 encara tenia més de 800 dominis registrats. El 31 de juliol de 2015, va deixar d'utilitzar-se.
Amb l'esborrat d'AN del registre ISO 3166-1 alpha-2, s'han assignat els codis ISO CW (Curaçao), SX (Sint Maarten) i BQ (Bonaire, Sint Eustatius i illa de Saba), i s'han designat els dominis de primer nivell .cw, .sx i .bq.

## Registres de segon nivell
Es podia registrar directament al segon nivell o bé sota els dominis:
- com.an: entitats comercials
- edu.an: institucions acadèmiques
- net.an: proveïdors d'internet
- org.an: organitzacions no comercials

## Fase de dissolució
El 31 d'octubre de 2013, es van començar a esborrar noms de domini de les bases de dades i els sistemes. El 31 d'octubre de 2014, es va treure el .an dels servidors arrel del DNS.